# Харкарой
Харкарой (чечен. Хьаркъаруо) — село в Веденском районе Чеченской Республики. Входит в состав Хойского сельского поселения.

## География
Село расположено на левом берегу реки Ансалта, к югу от районного центра Ведено.
Ближайшие населённые пункты: на северо-востоке — село Ихарой, на северо-западе — село Макажой, на юго-востоке — сёла Тандо и Ансалта, на западе — сёла Тунжи-Аул и Буни.

## История

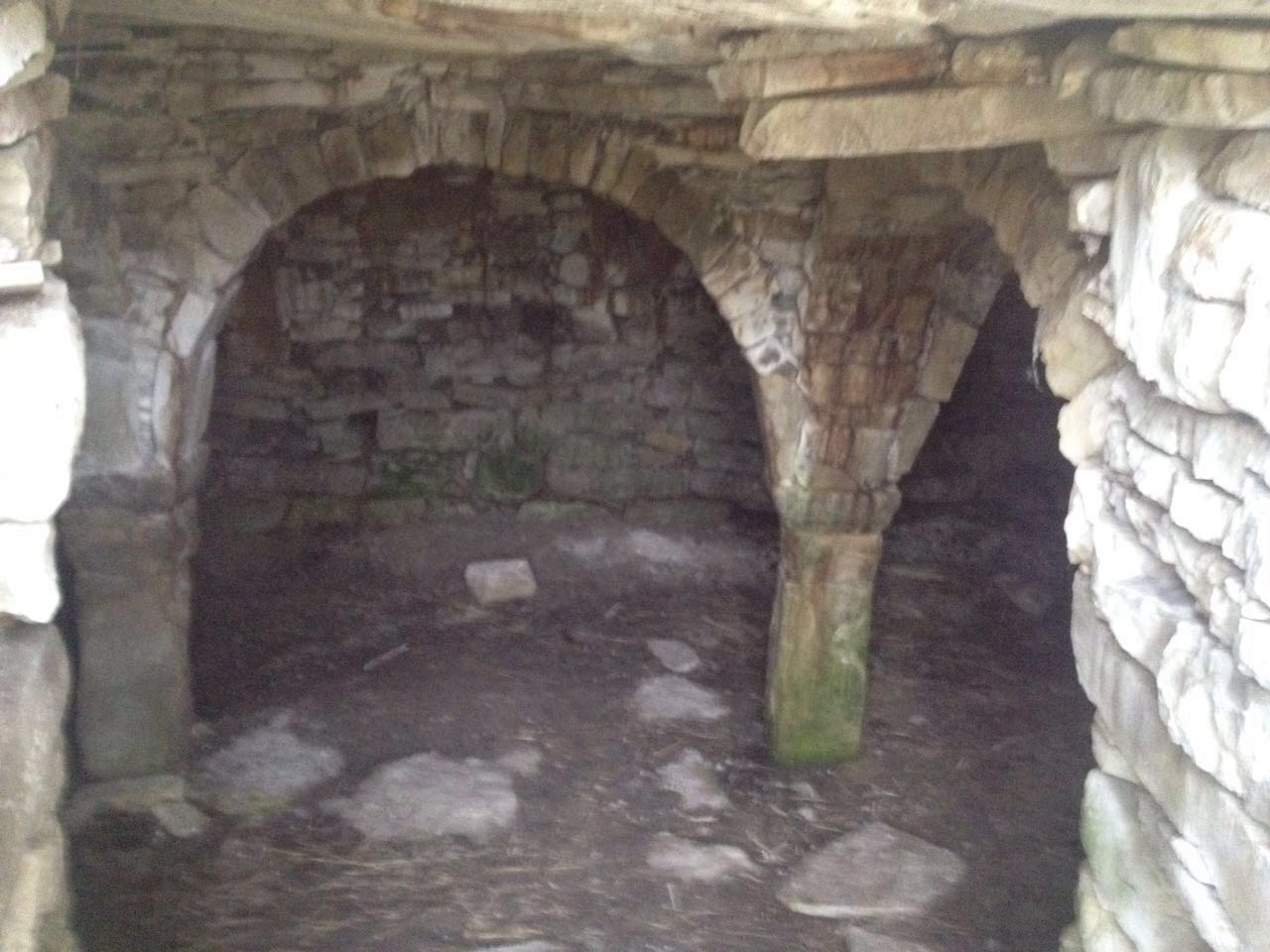
В одной из построек Харкороя

В Харкарое выявлены мегалитические сооружения. Также в селе сохранились стены циклопических построек относящееся ко второй половине I тыс. до н.э., а также груды огромных камней, так как она была разобрана при строительстве более поздних сооружений. 
До упразднения Чечено-Ингушской АССР в 1944 году, село входило в состав Чеберлоевского района. Ныне, согласно планам восстановления Чеберлоевского района, село планируется передать в его состав.

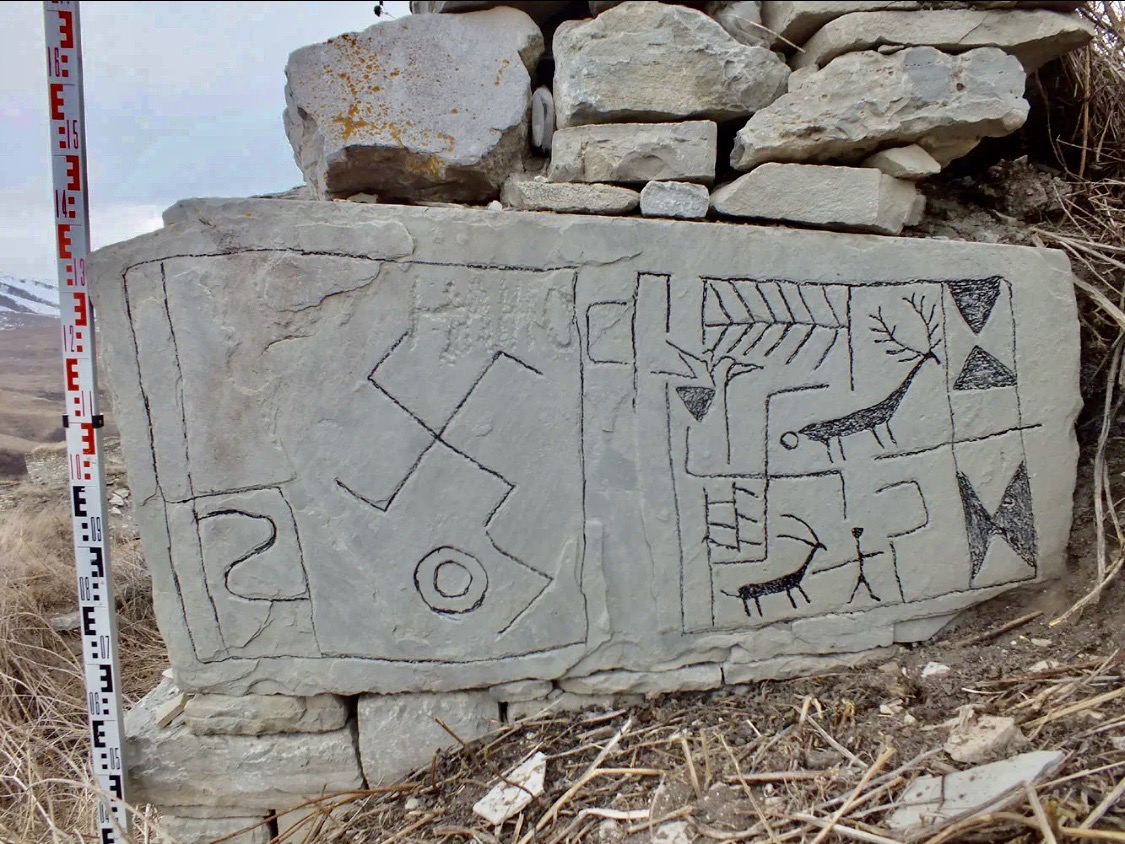
Петроглиф на башне в Харкарой

## Достопримечательности
- Харкаройская боевая башня.

## Население
| 2010 |
| ---- |
| 11   |